# Fort de l'Assomption
 (novembre 2023).
Si vous disposez d'ouvrages ou d'articles de référence ou si vous connaissez des sites web de qualité traitant du thème abordé ici, merci de compléter l'article en donnant les références utiles à sa vérifiabilité et en les liant à la section « Notes et références ».
Le Fort de l'Assomption fut un fort français construit en 1739 en Nouvelle-France le long du fleuve Mississippi par Jean-Baptiste Le Moyne de Bienville, gouverneur de la Louisiane française.

## Histoire
En 1739, afin de renforcer les défenses orientales de la Louisiane française, le gouverneur de la Louisiane française, Jean-Baptiste Le Moyne de Bienville, fait édifier un nouveau fort à la confluence de la rivière à Margot et du fleuve Mississippi. 
Le fort est achevé et inauguré le 15 août 1739, le jour de l'Assomption.
Ce fort fut construit à proximité d'un ancien fortin français, en bois, le Fort Prud'homme qui fut élevé par l'explorateur Cavelier de La Salle en 1682.
Le Fort de l'Assomption est construit sur les hauteurs de la falaise de Chickasaw Bluff, qui domine le Mississippi. Il est constitué de trois bastions, deux tournés vers le fleuve Mississippi et le troisième orienté vers l'intérieur des terres. Le fort accueillit une garnison de 1200 soldats à laquelle s'ajoutait un effectif de 2400 combattants Amérindiens.
Après la vente de la Louisiane par Napoléon aux États-Unis se développa, à côté du fort, la future ville de Memphis dans l'État du Tennessee.